# Celebrate the Bullet
Celebrate the Bullet – drugi album brytyjskiego zespołu ska The Selecter. Nagrany został w 1981 roku dla wytwórni Chrysalis. Na rynku ukazał się w lutym tego samego roku. Producentami płyty byli Roger Lomas i sam zespół. Album zajął 41. miejsce na brytyjskiej liście przebojów.
Tuż przed nagraniem albumu z zespołu odchodzą Charley Anderson (bas) i Desmond Brown (klawisze), a na ich miejsce przychodzą Adam Williams i James Mackie. 
W wersji CD wydanej przez Captain Oi Records w 2001 roku dodano jako bonus cztery utwory umieszczone wcześniej na singlach, w tym cover The Ethiopians Train to Skaville.

## Spis utworów

### Wersja winylowa 1981 rok
Strona A
1. "(Who Likes) Facing Situations"  3:32  (Neol Davies)
2. "Deepwater" 	4:09  (Pauline Black)
3. "Red Reflections"  3:39  (Pauline Black)
4. "Tell Me What's Wrong" 3:26 	(Gaps Henrickson)
5. "Bombscare" 	3:05  (Comi Amanor)
6. "Washed Up And Left For Dead" 4:04  (Neol Davies)
Strona B
1. "Celebrate The Bullet"  4:25  (Neol Davies)
2. "Selling Out Your Future"  3:59  (Comi Amanor)
3. "Cool Blue Lady"  3:30  (Neol Davies)
4. "Their Dream Goes On"  3:56 	(Neol Davies)
5. "Bristol And Miami" 	4:44  (Pauline Black)

### Wersja CD Captain OI Records  z 2001 roku
1. "(Who Likes) Facing Situations"  3:32  (Neol Davies)
2. "Deepwater" 	4:09  (Pauline Black)
3. "Red Reflections"  3:39  (Pauline Black)
4. "Tell Me What's Wrong" 3:26 	(Gaps Henrickson)
5. "Bombscare" 	3:05  (Comi Amanor)
6. "Washed Up And Left For Dead" 4:04  (Neol Davies)
7. "Celebrate The Bullet"  4:25  (Neol Davies)
8. "Selling Out Your Future"  3:59  (Comi Amanor)
9. "Cool Blue Lady"  3:30  (Neol Davies)
10. "Their Dream Goes On"  3:56  (Neol Davies)
11. "Bristol And Miami"  4:44  (Pauline Black)
12. "Whisper" - 3.01  (Neol Davies)
13. "Train to Skaville" (Dillon)
15. "Last Tango in Dub" (Selecter)
16. "Train to Skaville (12" Version)" (Dillon)
Czas nagrania: 60 minut i 53 sekundy

## Single z albumu
- "Train To Skaville" (wersja 12")
- "The Whisper" (Sierpień 1980) UK #36
- "Celebrate The Bullet" (Wrzesień 1980)

## Muzycy
- Pauline Black - wokal
- Arthur 'Gaps' Hendrickson - wokal
- Adam Williams - bas, drugi wokal
- Charley 'H' Bembridge - perkusja
- Compton Amanor - gitara
- Neol Davies - gitara
- James Mackie  - klawisze, saksofon, drugi wokal
- Roger Lomas - bas (2)
- Norman Watt-Roy - bas (6, 7)
- Barry Jones - puzon (7)